# Kadri Simson
Kadri Simson, estonska političarka in evropska komisarka, * 22. januar 1977, Tartu.
Je aktualna evropska komisarka za energijo v Komisiji Ursule von der Leyen.